# Dreamer's Ball
«Dreamer's Ball» (en español: «Baile del soñador») es una canción compuesta por Brian May, guitarrista del grupo Queen para el álbum de estudio Jazz de 1978.
«Dreamer's Ball», es un blues acústico acompañado con la guitarra Red Special de Brian. La canción cuenta con una gran intro. Tiene un desarrollo lento y un ambiente muy retro. En directo Roger Taylor hacía coros en falsete y Brian también cantaba pero en la versión de estudio solamente canta Freddie Mercury. Interpretada en el Jazz Tour de forma regular junto a «Love of My Life» y «'39». Normalmente Freddie bromeaba diciendo al acabar de cantar esta canción "the things you have to do for money" (las cosas que tienes que hacer para ganar dinero). No fue interpretada en ninguna gira más.

## Instrumentación
- Freddie Mercury: Voz y coros.
- John Deacon: Bajo.
- Brian May: Guitarra acústica y guitarra solista.
- Roger Taylor: Batería.